# Molorchus abieticola
Molorchus abieticola är en skalbaggsart som beskrevs av Holzschuh 2007. Molorchus abieticola ingår i släktet Molorchus och familjen långhorningar. Inga underarter finns listade i Catalogue of Life.